# Света Петка (Църниче)
Вижте пояснителната страница за други значения на Света Петка.
„Света Петка“ (на македонска литературна норма: „Света Петка“) е православна църква в столицата на Северна Македония Скопие, част от Скопската епархия на Македонската православна църква.
Църквата е разположена в скопската махала Църниче. Мястото е дарено от Антон и Горица Петрови-Дерибабови. Темелният камък на храма е положен в 1904 година, но е завършен и осветен едва на 3 септември 1923 година от митрополит Варнава Скопски, както свидетелства каменната плоча. Храмът е от традиционен византийски тип – триконхален, с централен купол и купол над нартекса. Осмоъгълният централен купол е разположен на масивни пиластри. Масивните зидове на купола са разделени с полукръгли вертикални ниши с прозоречни отвори. На северната и южната страна фасадата е разделена с осмостранни конхи. В 1998 година при реставрация на фасадата на храма са отстранени стилизираните апликации.
Църквата пострадва при Скопското земетресение от 1963 година и при реставрацията от южната и от северната страна е построен параклис „Св. св. Константин и Елена“. По-късно и от север е добавен параклис „Света Неделя“. Встрани от църквата има четириетажна осмостенна камбанария.
Иконите и стенописите в темпера в църквата са дело на видния художник Димитър Папрадишки. Иконостасът е дървен с флорална декорация. Иконата на Исус Христос от 1882 година е дело на Николай Михайлов.
- Богослужение пред храма в 1911 г.
- Стенопис на Димитър Папрадишки